# Лангенбретах
Лангенбретах (њем. Langenbrettach) општина је у њемачкој савезној држави Баден-Виртемберг. Једно је од 46 општинских средишта округа Хајлброн. Према процјени из 2010. у општини је живјело 3.658 становника. Посједује регионалну шифру (AGS) 8125113.

## Географски и демографски подаци
Лангенбретах се налази у савезној држави Баден-Виртемберг у округу Хајлброн. Општина се налази на надморској висини од 194 метра. Површина општине износи 24,0 km². У самом мјесту је, према процјени из 2010. године, живјело 3.658 становника. Просјечна густина становништва износи 153 становника/km².